# Vilhelm Norrbin

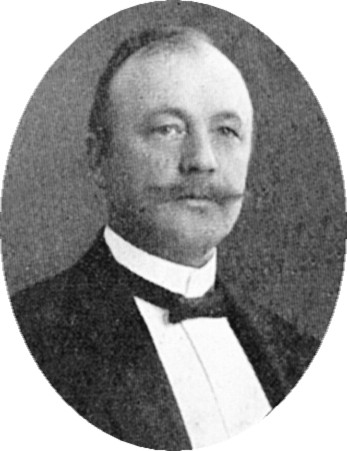
Vilhelm Norrbin.

Karl Henrik Vilhelm Norrbin, född 6 april 1866 i Stockholm, död 8 juni 1915 i Stockholm var en svensk byggnadsingenjör och byggmästare. Till hans mest kända arbeten räknas bygget av Engelbrektskyrkan i Stockholm.

## Biografi
Norrbin genomgick elementar- och Kraftska skolan 1876–1883 och besökte Byggnadsyrkesskolan 1884–1887. Åren 1882 till 1888 arbetade han samtidigt som murare hos olika byggmästare i Stockholm. Därefter var han anställd som ritare på olika arkitektkontor. 1893 startade han egen byggverksamhet. 1898 godkändes han av Stockholms byggnadsnämnd som byggmästare och 1903 vann han burskap som mur- och byggmästare. 1905 inträdde han i Murmestare Embetet i Stockholm som mästare nummer 204. Han utnämndes till riddare av Vasaorden 1914.

## Arbeten
Mellan 1894 och 1912 uppförde Norrbin 38 villor i och kring Stockholm, bland dem Villa Pauli på Djursholm, Pressens villa i Saltsjöbaden (revs 1957) och Villa Widstrand i Storängen. Nobelinstitutets byggnader vid Frescati byggdes av honom 1907–1910. Till hans arbeten räknas också mönstermejeriet vid Hamra gård i Tumba samt om- till- och påbyggnader av diverse hus innan- och utanför Stockholm.  
För Engelbrekts församling byggde han Hjorthagskyrkan 1907–1909. Detta uppdrag ledde till att han av församlingen även fick förtroendet att få uppföra församlingens nya huvudkyrka med tillhörande församlingshus på Östermalm (Engelbrektskyrkan och Engelbrekts församlingshus). Församlingshemmet invigdes 1911 och kyrkan 1914. Bygget gick dock med förlust för Norrbin och han fick aldrig full betalning för sina extrakrav, vilket ledde till personlig konkurs.

### Bilder, arbeten i urval

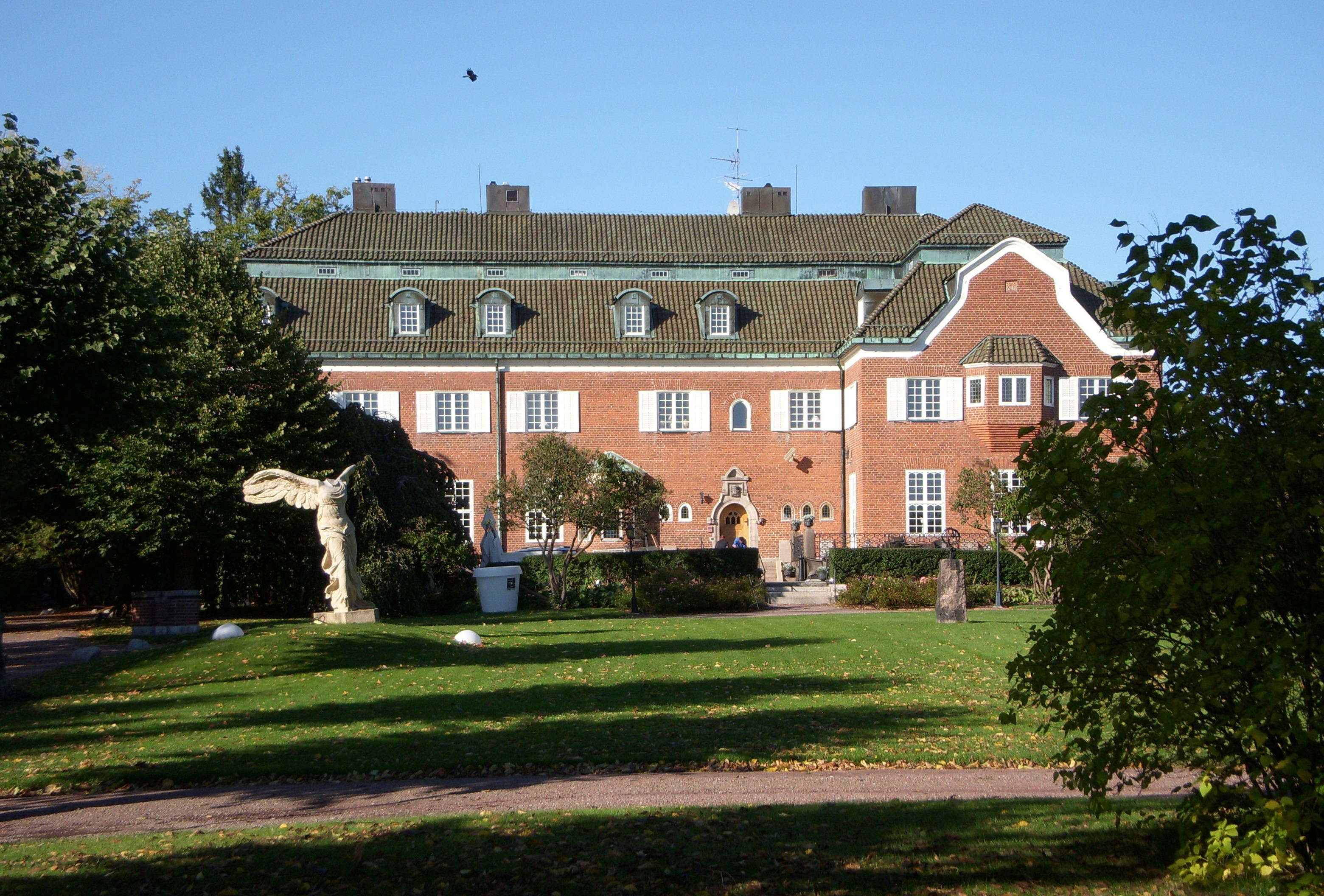
Villa Pauli.
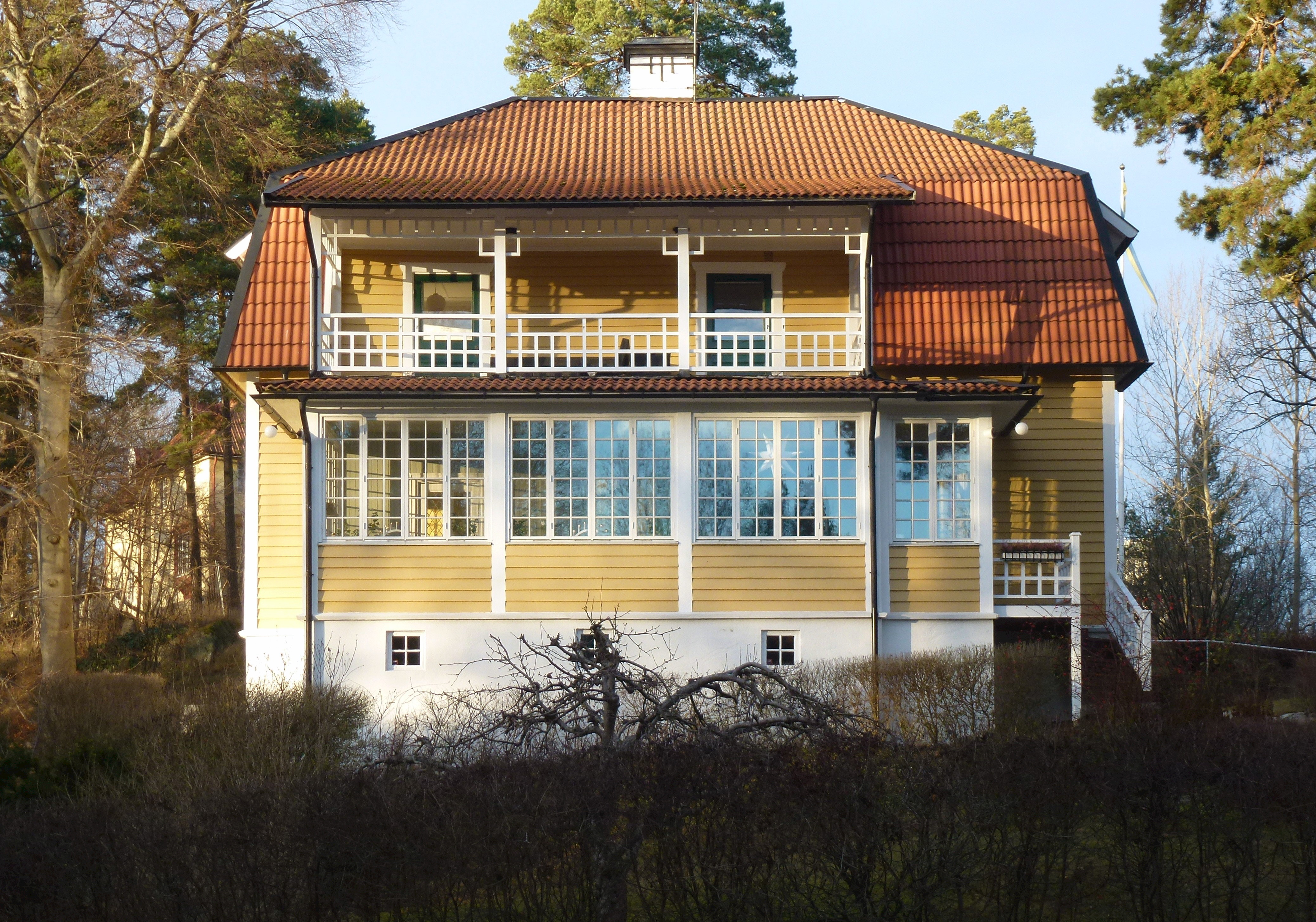
Villa Widstrand.
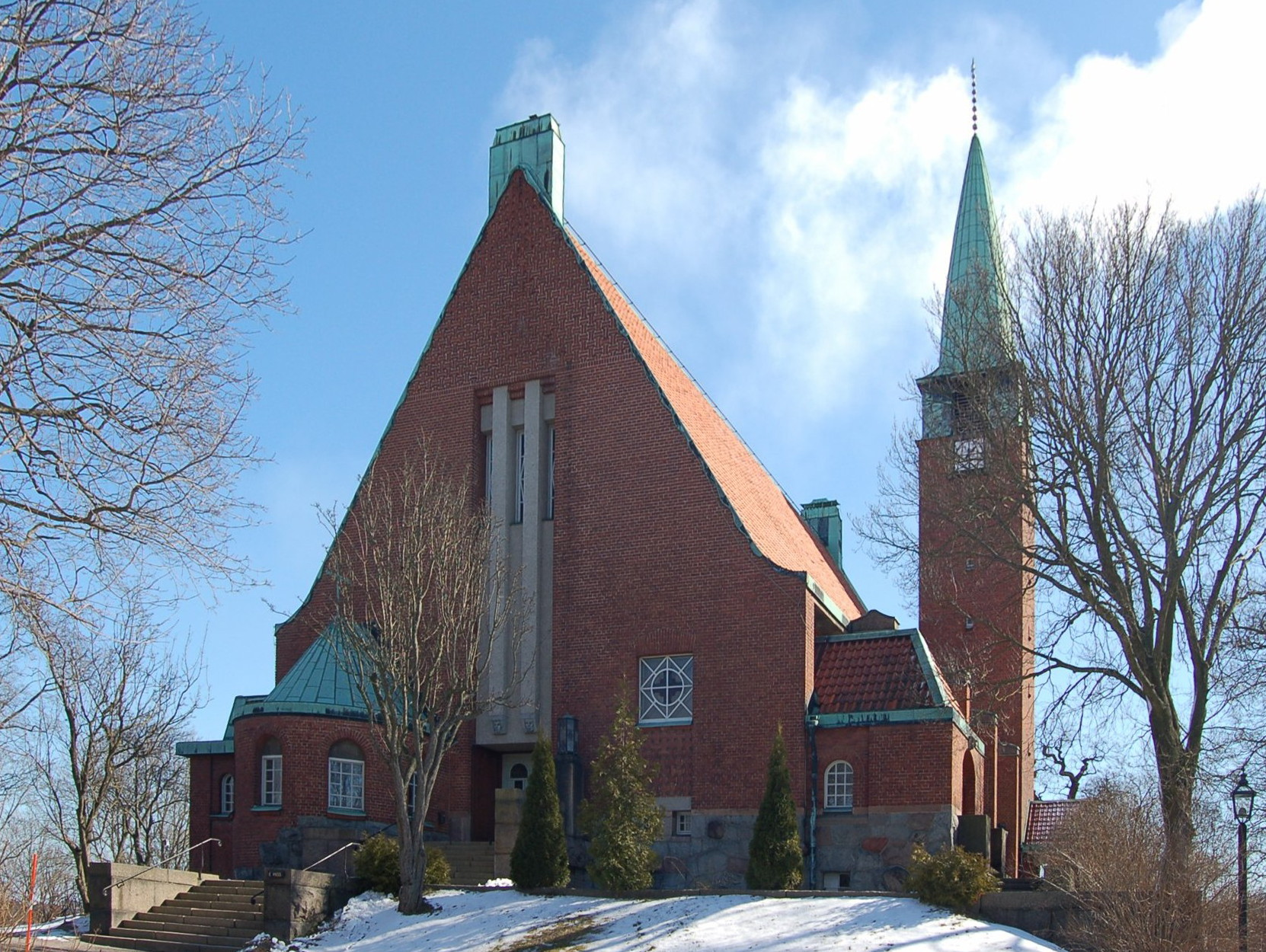
Hjorthagens kyrka.
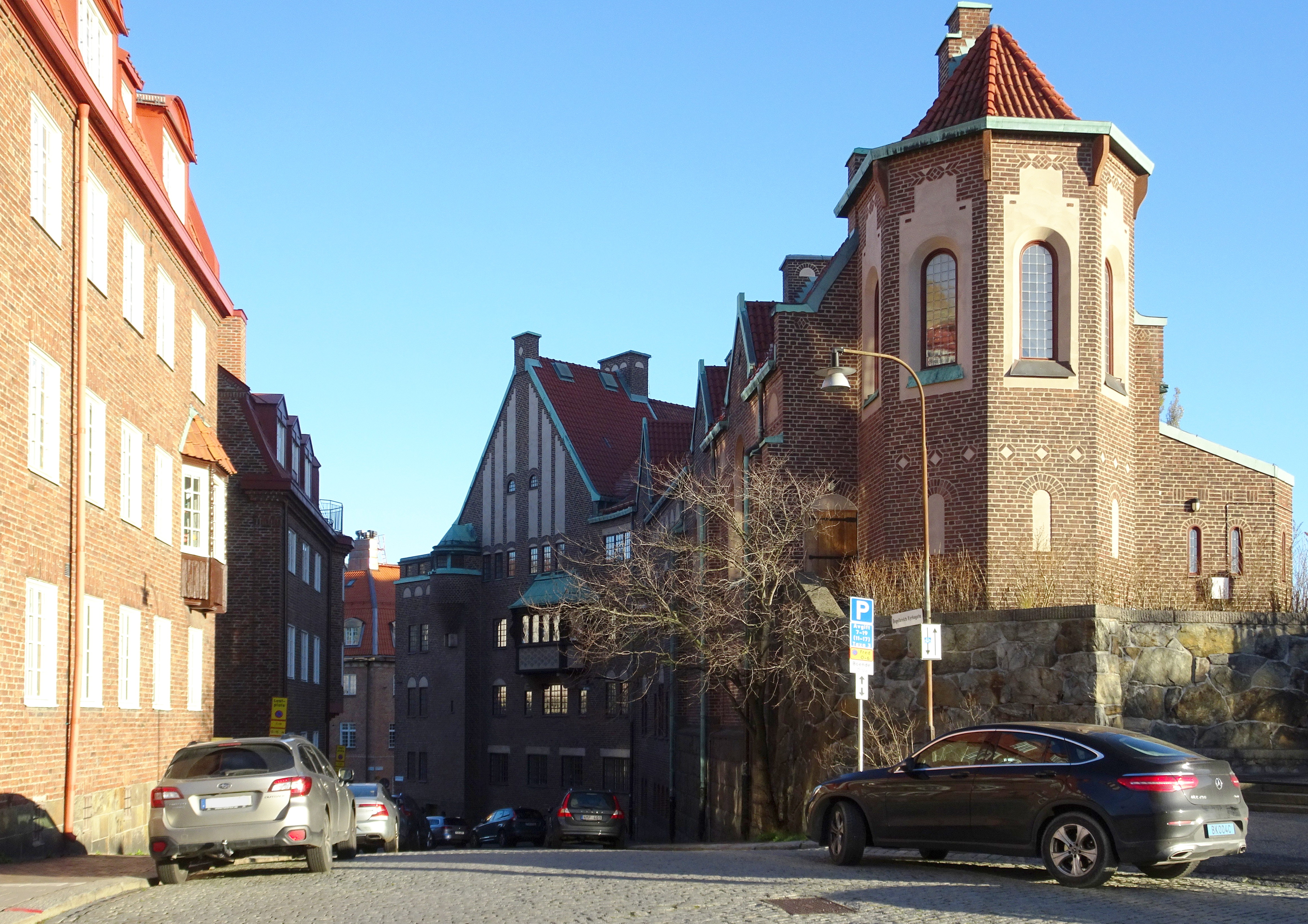
Engelbrekts församlingshem.
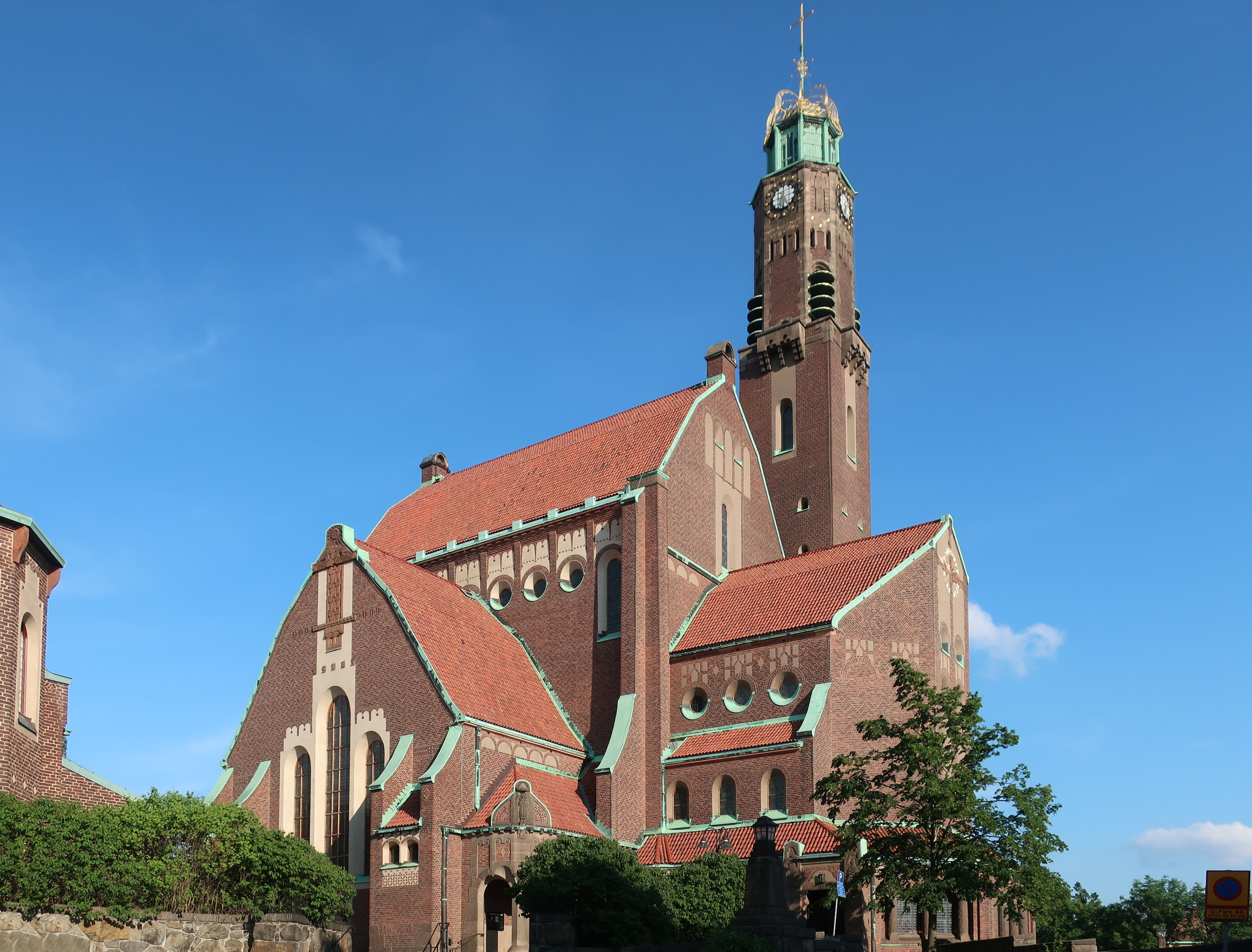
Engelbrektskyrkan.

## Familj
Norrbin var son till Johan Henrik Norrbin och Christina Charlotta Blomqvist. Han var gift med Gerda Konstantia Matilda Nordström (född 1867). Paret fick två barn, Gerda (född 1896) och Sven Henrik (född 1898). Norrbin avled 1915, 49 år gammal, efter en tids sjukdom. En begravningsceremoni hölls av kyrkoherde Teodor Lindhagen i den av Norrbin byggda Engelbrektskyrkan. Han gravsattes på Norra begravningsplatsen den 12 juni 1915 i familjegraven.